# Vaqueras de Bayamón 2012
Questa voce raccoglie le informazioni riguardanti le Vaqueras de Bayamón nelle competizioni ufficiali della stagione 2012.

## Organigramma societario
Area direttiva
- Presidente: Peter Rivera

Area tecnica
- Primo allenatore: Yarelis Rodríguez (fino a febbraio), David Alemán (da febbraio)

## Rosa
| N° | Nome               | Ruolo | Data di nascita  | Nazionalità sportiva |
| -- | ------------------ | ----- | ---------------- | -------------------- |
| 1  | Joshyel Monje      | P     | -                | Porto Rico           |
| 2  | Kelly Wing         | S     | 13 agosto 1983   | Stati Uniti          |
| 3  | Kylie Atherstone   | S/O   | 25 gennaio 1987  | Stati Uniti          |
| 3  | Brianne Barker     | P     | 1º marzo 1990    | Stati Uniti          |
| 5  | Shalimarie Merlo   | L     | 21 luglio 1994   | Porto Rico           |
| 7  | Laura Lloreda      | S/O   | 30 aprile 1981   | Porto Rico           |
| 8  | Lorraine Avilés    | S/O   | 25 giugno 1990   | Porto Rico           |
| 10 | Enimarie Fernández | C     | 25 febbraio 1988 | Porto Rico           |
| 11 | Jennifer Quesada   | C     | 22 gennaio 1992  | Porto Rico           |
| 13 | Viviana Pérez      | C     | -                | Porto Rico           |
| 14 | Joan Santos        | P     | 31 maggio 1991   | Porto Rico           |
| 15 | Wilnelia González  | C     | 2 aprile 1985    | Porto Rico           |
| 16 | Dalianliz Rosado   | L     | 17 novembre 1995 | Porto Rico           |
| 17 | Erin Moore         | S     | 17 maggio 1982   | Stati Uniti          |